# Gimbap

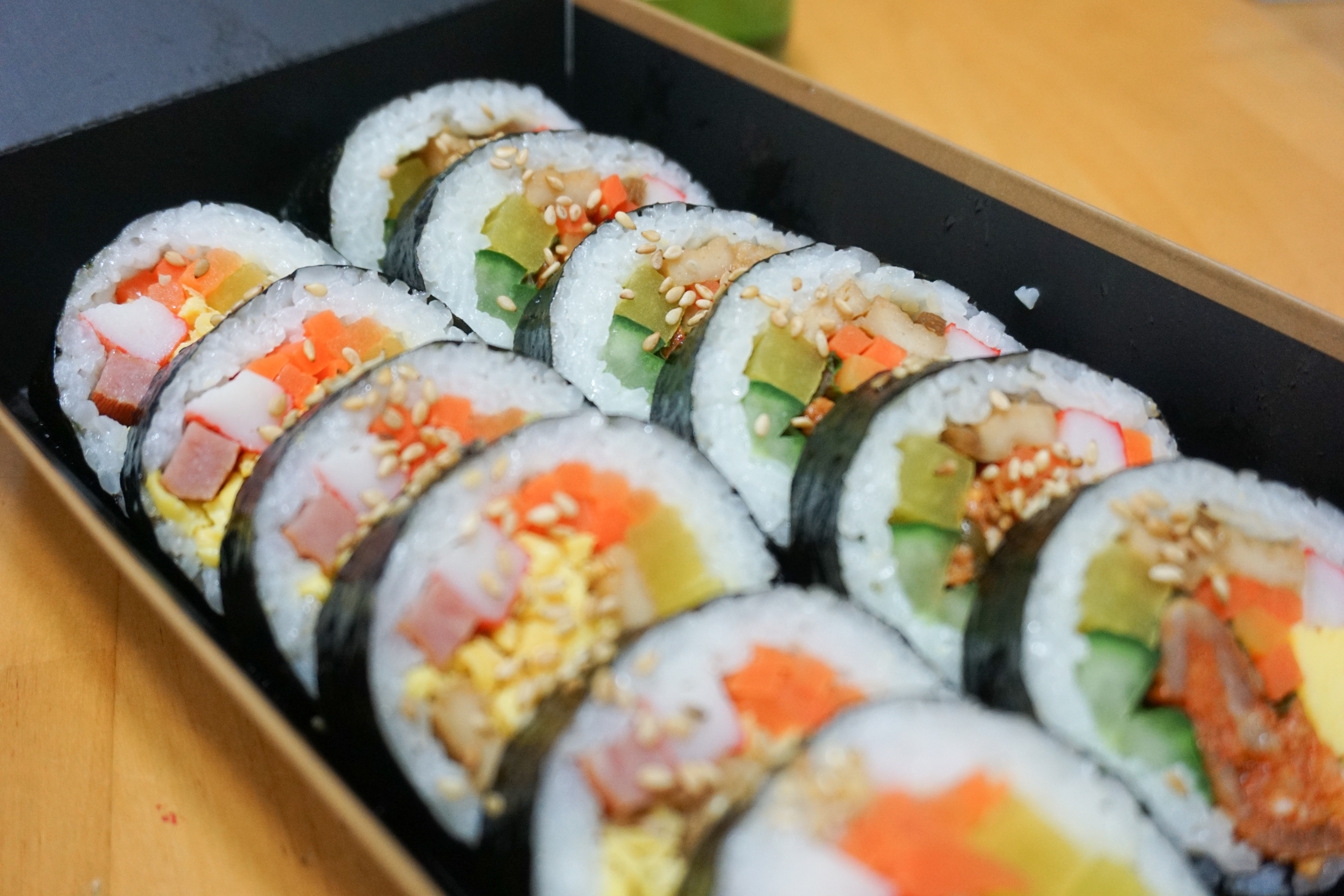
Gimbap

Gimbap (김밥) är en populär koreansk maträtt som innehåller ris och olika råvaror som rullas in med torkat sjögräs. Gimbap äts oftast till picknick och andra utomhusaktiviteter, serveras med danmuji (inlagd rättika) eller kimchi. Ursprunget är omdebatterat och i Japan anses att deras motsvarighet makizushi är originalet, men det finns varianter av gimbap dokumenterade i koreanska historieböcker (Samguk Yusa) sedan år 57 f.Kr.

## Ingredienser
Grunden till gimbap är ris med proteinrik fyllning tillsammans med grönsaker. Traditionellt smaksätter man riset med lite salt och sesamolja. Populära proteiningredienser är fiskkakor, crabsticks, ägg, tonfisk och stekt kött. Grönsaker som används är gurka, spenat, morot och även danmuji (inlagd rättika).

## Variationer

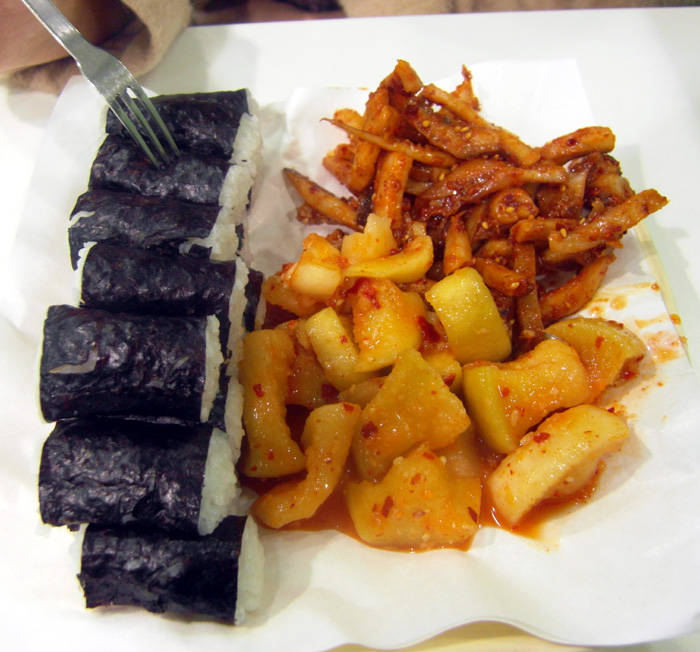
Chungmu gimbap

Man använder korta/runda riskorn. Fullkornsris börjar bli mer efterfrågat av hälsomedvetna. Pressat torkat sjögräs (gim) används för att rulla ihop rätten. Gim finns som naturlig, rostad eller oljad (med sesamolja) variant. Det finns många varianter på gimbap: med fyllning såsom kimchi, ost, skinka, kryddstark bläckfisk och tonfisk för att nämna några.
- Samgak gimbap (삼각김밥) är en triangelformad gimbap som säljs i många närbutiker. Rätten finns även i många smakvarianter.
- Chungmu gimbap (충무김밥) är en unik gimbap som förutom ris saknar övrig fyllning i rullen. Rullen är tunnare och ytan saknar sesamolja. Rätten serveras med sidorätter.